# Prince Masanari
Le Prince Masanari (雅成親王, Masanari-shinnō), (20 octobre 1200 - 19 mars 1255), est un prince de la Famille impériale du Japon et poète du début de l'époque de Kamakura. 

## Biographie
Son père est l'empereur Go-Toba et sa mère la dame d'honneur Fujiwara no Shigeko de Shumei Mon In. Il est plus tard adopté par la princesse Sen'yō Mon In, fille de l'empereur Go-Shirakawa. Ses frères sont l'empereur Juntoku, l'empereur Tsuchimikado et le prince Dōjonyūdō. Son épouse est la fille de Koga Michiteru dont il a pour fils le prince et moine bouddhiste, Chōkaku Hosshinnō. Il reçoit le titre de rokujō-no-Miya et fait partie des trente-six nouveaux poètes immortels.
En 1204 a lieu la proclamation impériale qui l'officialise prince, en 1212 a lieu son genpuku et il se marie en 1213. Après l'assassinat du shōgun Minamoto no Sanetomo en 1219, le shogunat de Kamakura ne dispose pas de chef capable de gouverner et l'empereur Go-Toba réclame la restauration du pouvoir impérial. Le prince Masanari soutient son père durant la révolte de Jōkyū en 1221 au cours de laquelle s'affrontent les forces impériales et celles de shogunat. La victoire de ce dernier entraîne l'exil du prince dans la province de Tajima (dans l'actuelle ville de Toyooka, préfecture de Hyōgo) sous résidence surveillée. Plus tard, il se fait moine bouddhiste en 1226. Après la mort de son père en 1239, le shogunat allège les conditions de son exil et il finit par retrouver sa liberté. À partir de 1244, lui et sa mère biologique résident dans la capitale, à Kioto. Il meurt onze ans plus tard.
En tant que poète de waka, il écrit une collection personnelle intitulée Masanari-shinnō-shū (雅成親王集). Quelques-uns de ses poèmes sont inclus dans l'anthologie impériale Shokugosen Wakashū, et au total trente-trois de ses poèmes sont inclus dans diverses autres anthologies impériales.